# Аллес, Расмус
Расмус Аллес (эст. Rasmus Alles; 2 января 1992, Пилиствере, Пыхья-Сакала, Вильяндимаа) — эстонский футболист, полузащитник и нападающий клуба «Вапрус» Вяндра.

## Биография
В начале взрослой карьеры несколько лет играл за «Тяэкси» (Сууре-Яани) в четвёртой и третьей лигах Эстонии и за «Ганвикс» (Тюри) во второй лиге. Сезон 2015 года провёл в клубе «Вапрус» (Вяндра), игравшем в первой лиге.
В 2016 году перешёл в «Тулевик» (Вильянди), с которым по итогам сезона стал победителем первой лиги. 4 марта 2017 года дебютировал в высшей лиге Эстонии в составе «Тулевика» в матче против «Калева» Силламяэ. В первой половине сезона 2017 года провёл 11 матчей в элите, затем был отдан в аренду в свой прежний клуб «Тяэкси», а на следующий год выступал за второй и третий составы «Тулевика». В первой половине сезона 2019 года снова играл за основной состав клуба из Вильянди и 28 апреля 2019 года стал автором своего первого гола в высшем дивизионе в матче против «Пайде». В общей сложности на высшем уровне провёл 27 матчей и забил один гол.
Летом 2019 года вернулся в «Вапрус» (Вяндра) и играл за него несколько лет с перерывами, клуб в это время курсировал между вторым и четвёртым дивизионами.
Помимо большого футбола, выступал в высших дивизионах Эстонии по футзалу и пляжному футболу.